# Bahnstrecke Opava východ–Horní Benešov
| Kursbuchstrecke (SŽ): | 314                  |                                                   |                                                   |
| Streckenlänge: | 30,144 km            |                                                   |                                                   |
| Spurweite: | 1435 mm (Normalspur) |                                                   |                                                   |
| Maximale Neigung: | 30 ‰                 |                                                   |                                                   |
| Streckengeschwindigkeit: | 50 km/h              |                                                   |                                                   |
| |                      |                                                   |                                                   |
| \| \| 0,000 \| Opava východ früher Troppau Ost \| Opava východ früher Troppau Ost \| \| \| \| nach Racibórz Studzienna \| \| \| \| \| nach Ostrava-Svinov (vorm. KFNB) \| \| \| \| \| nach Olomouc (vorm. MSCB) \| \| \| \| \| Olomouc–Opava východ \| \| \| \| 1,757 \| Kylešovice früher Troppau Hp \| Kylešovice früher Troppau Hp \| \| \| 2,697 \| Odbočka Moravice \| Odbočka Moravice \| \| \| \| nach Hradec nad Moravicí (vorm. LB Troppau–Grätz) \| \| \| \| 4,717 \| Otice früher Ottendorf (b Troppau) \| Otice früher Ottendorf (b Troppau) \| \| \| 6,349 \| Slavkov u Opavy \| Slavkov u Opavy \| \| \| 8,961 \| Štáblovice früher Stablowitz \| Štáblovice früher Stablowitz \| \| \| 12,897 \| Dolní Životice früher Schönstein \| Dolní Životice früher Schönstein \| \| \| 15,946 \| Litultovice früher Leitersdorf Ölhütten \| Litultovice früher Leitersdorf Ölhütten \| \| \| 17,694 \| Mladecko früher Mladetzko \| Mladecko früher Mladetzko \| \| \| 20,826 \| Jakartovice früher Eckersdorf \| Jakartovice früher Eckersdorf \| \| \| 25,052 \| Svobodné Heřmanice früher Freihermersdorf \| Svobodné Heřmanice früher Freihermersdorf \| \| \| 25,300 \| (derzeitiges Streckenende) \| (derzeitiges Streckenende) \| \| \| 30,144 \| Horní Benešov früher Bennisch \| Horní Benešov früher Bennisch \| |                      |                                                   |                                                   |
| Kopfbahnhof Streckenanfang | 0,000                | Opava východ früher Troppau Ost                   | Opava východ früher Troppau Ost                   |
| Abzweig geradeaus und nach links |                      | nach Racibórz Studzienna                          | nach Racibórz Studzienna                          |
| Abzweig geradeaus und nach links |                      | nach Ostrava-Svinov (vorm. KFNB)                  | nach Ostrava-Svinov (vorm. KFNB)                  |
| Abzweig geradeaus und nach links |                      | nach Olomouc (vorm. MSCB)                         | nach Olomouc (vorm. MSCB)                         |
| Kreuzung geradeaus unten |                      | Olomouc–Opava východ                              | Olomouc–Opava východ                              |
| Haltepunkt / Haltestelle | 1,757                | Kylešovice früher Troppau Hp                      | Kylešovice früher Troppau Hp                      |
| Blockstelle | 2,697                | Odbočka Moravice                                  | Odbočka Moravice                                  |
| Abzweig geradeaus und nach links |                      | nach Hradec nad Moravicí (vorm. LB Troppau–Grätz) | nach Hradec nad Moravicí (vorm. LB Troppau–Grätz) |
| Haltepunkt / Haltestelle | 4,717                | Otice früher Ottendorf (b Troppau)                | Otice früher Ottendorf (b Troppau)                |
| Haltepunkt / Haltestelle | 6,349                | Slavkov u Opavy                                   | Slavkov u Opavy                                   |
| Haltepunkt / Haltestelle | 8,961                | Štáblovice früher Stablowitz                      | Štáblovice früher Stablowitz                      |
| Bahnhof | 12,897               | Dolní Životice früher Schönstein                  | Dolní Životice früher Schönstein                  |
| Haltepunkt / Haltestelle | 15,946               | Litultovice früher Leitersdorf Ölhütten           | Litultovice früher Leitersdorf Ölhütten           |
| Bahnhof | 17,694               | Mladecko früher Mladetzko                         | Mladecko früher Mladetzko                         |
| Bahnhof | 20,826               | Jakartovice früher Eckersdorf                     | Jakartovice früher Eckersdorf                     |
| Bahnhof | 25,052               | Svobodné Heřmanice früher Freihermersdorf         | Svobodné Heřmanice früher Freihermersdorf         |
| | 25,300               | (derzeitiges Streckenende)                        | (derzeitiges Streckenende)                        |
| Kopfbahnhof Streckenende (Strecke außer Betrieb) | 30,144               | Horní Benešov früher Bennisch                     | Horní Benešov früher Bennisch                     |

Die Bahnstrecke Opava východ–Horní Benešov ist eine regionale Eisenbahnverbindung in Tschechien, die ursprünglich von der k.k. priv. Kaiser-Ferdinands-Nordbahn (KFNB) als staatlich garantierte Lokalbahn Troppau–Bennisch erbaut und betrieben wurde. Sie verläuft heute nur noch von Opava (Troppau) nach Svobodné Heřmanice (Freihermersdorf), der weitere Abschnitt bis Horní Benešov (Bennisch) wurde 1970 wegen Bergbauschäden aufgegeben.
Nach einem Erlass der tschechischen Regierung ist die Strecke seit dem 20. Dezember 1995 als regionale Bahn („regionální dráha“) klassifiziert.

## Geschichte
Die Konzession für die Lokalbahn Troppau–Bennisch erhielt die KFNB am 16. April 1890 gemeinsam mit den Strecken Zauchtel–Fulnek und Zauchtel–Bautsch. Teil der Konzession war die Verpflichtung, das Detailprojekt innerhalb von sechs Monaten zur Genehmigung einzureichen und den Bau nach Erhalt der Baubewilligung sofort zu beginnen und binnen einem und einem halben Jahr fertigzustellen. Ausgestellt war die Konzession bis zum 31. Dezember 1975. Eröffnet wurde die Strecke am 29. Juni 1892. Den Betrieb führte die KFNB selbst aus.
Nach der Verstaatlichung der KFNB am 1. Jänner 1906 gehörte die Strecke zum Netz der k.k. Staatsbahnen (kkStB). Ab 1. Jänner 1907 übernahmen die kkStB auch die Betriebsführung. Nach dem Ersten Weltkrieg traten an deren Stelle die neu gegründeten Tschechoslowakischen Staatsbahnen ČSD.

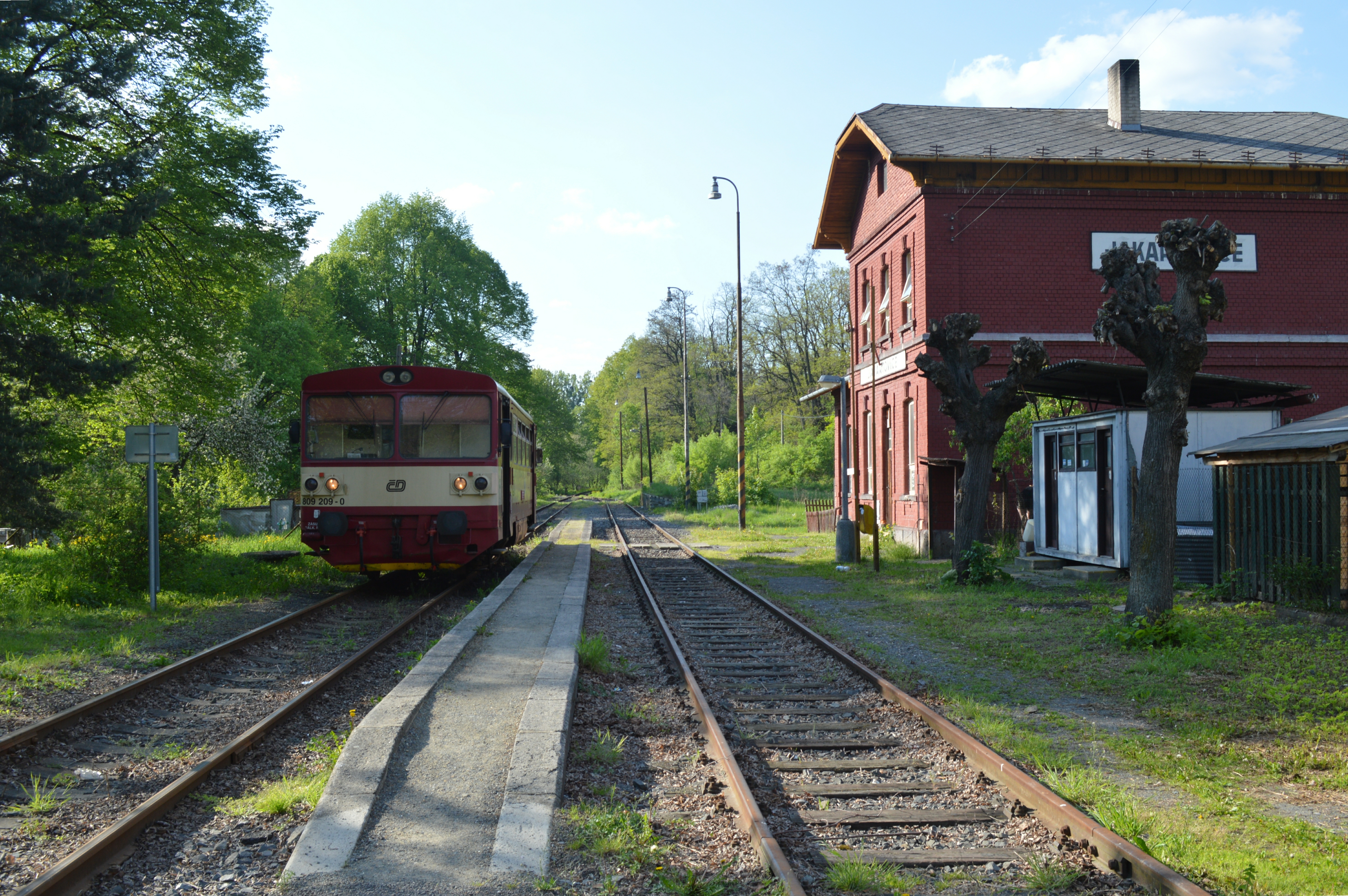
Bahnhof Jakartovice (2013)

Infolge der Angliederung des Sudetenlandes an Deutschland im Herbst 1938 kam die Strecke zur Deutschen Reichsbahn, Reichsbahndirektion Oppeln. Im Reichskursbuch war die Verbindung nun als KBS 151b Troppau Ost–Bennisch enthalten. Nach dem Ende des Zweiten Weltkriegs kam die Strecke wieder vollständig zu den ČSD.
Am 5. April 1970 wurde der Abschnitt Svobodné Heřmanice–Horní Benešov wegen Bergsenkungen aufgegeben. Endgültig stillgelegt wurde der Abschnitt im Jahr 1981.
Am 1. Januar 1993 ging die Strecke im Zuge der Auflösung der Tschechoslowakei an die neu gegründeten České dráhy (ČD) über. Am 11. Dezember 2005 wurde der Reiseverkehr zwischen Jakartovice und Svobodné Heřmanice eingestellt.
Der Fahrplan 2009 wies insgesamt neun täglich verkehrende Reisezugpaare im Zweistundentakt aus. Zum Einsatz kamen ausschließlich die zweiachsigen Triebwagen der ČD-Baureihe 810. Der Streckenendpunkt Svobodné Heřmanice wurde nur noch im Güterverkehr bedient. 
Mit dem Fahrplanwechsel 2020/2021 endete der planmäßige Personenverkehr auf der Strecke. Die Betriebsführung obliegt seit diesem Datum der Firma Railway Capital sro, welche ein touristisches Zugangebot in den Sommermonaten anbietet. Diese Züge verkehren bis zum Streckenendpunkt Svobodné Heřmanice.